# Tongguan, Anhui
Tongguan  är ett stadsdistrikt i Tonglings stad på prefekturnivå  i provinsen Anhui i östra Kina. Det skapades 2015 genom en sammanslagning av stadsdistrikten Tongguanshan och Shizishan. 
Tongguan är indelat i sex stadsdelsdistrikt, en köping och två administrativa enheter på sockennivå.
Stadsdelsdistrikt (jiedao):

- Dongjiao (东郊街道)
- Fenghuangshan (凤凰山街道)
- Jishan (矶山街道)
- Shizishan (狮子山街道)
- Tongguan Shanqu Xuni (铜官山区虚拟街道)
- Xinmiao (新庙街道)

Köpingar (zhen):

- Xihu (西湖镇)

Områden på sockennivå:
- Pujiwei Nongchang jordbruk (普济圩农场)
- Tongling Shi Jingji Kaifaqu ekonomisk utvecklingszon (铜陵市经济开发区)